# Радиевский, Александр Витальевич
Алекса́ндр Вита́льевич Радие́вский (укр. Олександр Віталійович Радієвський; 9 мая 1970, Кривой Рог — 23 июля 2014, Лисичанск) — полковник (посмертно генерал-майор) Национальной гвардии Украины, командовал 21-й отдельной Криворожской бригадой охраны общественного порядка Национальной гвардии Украины (в/ч 3011), глава Центрального оперативно-территориального объединения Национальной гвардии Украины.

## Биография
Родился 9 мая 1970 года в городе Кривой Рог (Днепропетровская область). Окончил Криворожскую среднюю общеобразовательную школу № 104. В 1987 году поступил в Орджоникидзевское высшее воинское командное училище МВД СССР имени С.М.Кирова. С 2003 по 2011 годы командир 16-го Днепропетровского полка по охране общественного порядка (в/ч 3036).
С 2014 года командовал в/ч 3011 Центрального оперативно-территориального объединения Национальной гвардии Украины, отслужил два с половиной месяца в зоне АТО. Участник боёв за Николаевку, Семёновку и Славянск. 15 июля 2014 года Указом Президента Украины за личное мужество и самоотдачу награждён орденом «За мужество» III степени.
Погиб 23 июля 2014 года в Лисичанске: по официальному заявлению Национальной гвардии Украины, попал в засаду на мосту и был убит в бою. В том бою погибли также командир батальона подполковник Павел Сницар и солдат Игорь Коцяр.

## Память
25 июля 2014 года полковнику Александру Витальевичу Радиевскому посмертно присвоено звание генерал-майора. Представители Северодонецка предложили переименовать Советскую площадь в городе в честь Александра Радиевского. 25 июля 2015 года рядом с городским советом Северодонецка был официально открыт памятник Александру Радиевскому. После российского вторжения, и последующей оккупации Северодонецка, памятник был уничтожен.
26 ноября 2015 года в Днепропетровске появилась улица генерала Радиевского, а 19 мая 2016 года решением главы Днепропетровской областной госадминистрации Валентина Резниченко в Кривом Роге улица Тынка была переименована в улицу Радиевского.

## Награды
- Орден «За мужество» III степени[7]
- Медаль «За военную службу Украине»[8]